# سوفیا کووالوسکایا
سونیا کووالوسکایا یا سوفیا کووالسکی (به روسی: Со́фья Васи́льевна Ковале́вская) (تولد ۱۵ ژانویهٔ ۱۸۵۰ - مرگ۱۰ فوریهٔ ۱۸۹۱) از ریاضی‌دانان برجسته سده نوزدهم است که نقش مهمی در گسترش مبانی نظری معادلات دیفرانسیل با مشتقات پاره‌ای ایفا کرده. او در اروپای مدرن اولین زنی بود که موفق به کسب مدرک دکترای ریاضی شد، اولین زنی بود که در شمال اروپا به مقام استادی کامل رسید و همچنین اولین زنی بود که به هیئت دبیران یک مجله علمی پیوست.
سوفیا ریاضیات را در ۱۲ سالگی بدون هیچ معلمی به صورت خودآموز شروع کرد. پدرش به دلیل فقر، کاغذهای چرکنویس درهمی از معادلات دیفرانسیل و انتگرال را به جای کاغذ دیواری بر دیوار خانه چسبانده بود و سوفیا با سه سال تلاش توانست معنی آنها را کشف کند.